# Troféu HQ Mix de melhor tese de doutorado
Tese de doutorado é uma das categorias do Troféu HQ Mix, premiação brasileira dedicada aos quadrinhos que é realizada pela Associação dos Cartunistas do Brasil (ACB) e pelo Instituto do Memorial das Artes Gráficas do Brasil (IMAG) desde 1989.

## História
Os prêmios ligados às pesquisas são definidos por uma comissão julgadora em conjunto com um júri especial. A premiação se tornou regular (e exclusivamente acadêmica) a partir de 2004, sendo que, em 2007, foi subdividida em três categorias, incluindo a de tese de doutorado.

## Vencedores
| Ano  | Pesquisa | Autor(a) | Instituição | Nota   |
| ---- | --- | --- | --- | ------ |
| 2007 | As histórias em quadrinhos como informação imagética integrada ao ensino universitário | Gazy Andraus | USP | [ 2 ]  |
| 2008 | O fato gráfico: o humor gráfico como gênero jornalístico | Jorge Arbach | USP | [ 4 ]  |
| 2009 | O potencial das histórias em quadrinhos na formação de leitores: busca de um contraponto entre os panoramas culturais brasileiro e europeu                                                               | Valéria Aparecida Bari | USP | [ 5 ]  |
| 2011 | Arquitetura e urbanismo, por Quem não chora não mama! - panorama do design gráfico brasileiro através do humor 1837-1931                                                                                 | José Mendes André | USP | [ 6 ]  |
| 2013 | Comunicando a cidade em quadrinhos: do narrar ao fabular nos romances gráficos de Will Eisner | Marília Santana Borges | PUC-SP | [ 7 ]  |
| 2014 | O reencantamento do mundo em quadrinhos: Uma análise de Promethea, de Alan Moore e J. H. Wiliams III | Carlos Manoel de Hollanda Cavalcanti | UFRJ | [ 8 ]  |
| 2015 | Sindicalismo, Piratas e Cabelo Chanel: leituras e reciclagem cultural em obras | Cláudio José Meneses de Oliveira | UFBA | [ 9 ]  |
| 2016 | Os Sentidos dos Quadrinhos em Contexto Nacional-Popular (Brasil e Chile, Anos 1960 e 1970) | Ivan Lima Gomes | UFF | [ 10 ] |
| 2017 | Caricatas: Arte-Rostohumor-Experiência | Camilo Riani | Unesp | [ 11 ] |
| 2018 | Tecnologia e cultura nos quadrinhos independentes brasileiros | Líber Eugenio Paz | UTFPR | [ 12 ] |
| 2019 | A escola no túnel do tempo: imaginários sociodiscursivos e efeitos de sentido em charges contemporâneas sobre a educação e ontem e de hoje                                                               | Eveline Coelho Cardoso | Universidade Federal Fluminense | [ 13 ] |
| 2020 | Quadrinhos no Rio Grande do Sul: Um Momento Decisivo – O Humor Gráfico em Debate & As Produções de Sampaulo, Santiago e Edgar Vasques na Formação de um Polissistema Vinicius da Silva Rodrigues / UFRGS | Quadrinhos no Rio Grande do Sul: Um Momento Decisivo – O Humor Gráfico em Debate & As Produções de Sampaulo, Santiago e Edgar Vasques na Formação de um Polissistema Vinicius da Silva Rodrigues / UFRGS | Quadrinhos no Rio Grande do Sul: Um Momento Decisivo – O Humor Gráfico em Debate & As Produções de Sampaulo, Santiago e Edgar Vasques na Formação de um Polissistema Vinicius da Silva Rodrigues / UFRGS | [ 14 ] |
| 2021 | Mobile Comics: Um Guia de Parâmetros Para Desenvolvimento de Histórias em Quadrinhos Digitais Focados na Leitura em Tela Pequena Alexandra Teixeira de Rosso Presser / UFSC                              | Mobile Comics: Um Guia de Parâmetros Para Desenvolvimento de Histórias em Quadrinhos Digitais Focados na Leitura em Tela Pequena Alexandra Teixeira de Rosso Presser / UFSC                              | Mobile Comics: Um Guia de Parâmetros Para Desenvolvimento de Histórias em Quadrinhos Digitais Focados na Leitura em Tela Pequena Alexandra Teixeira de Rosso Presser / UFSC                              | [ 15 ] |
| 2022 | Alfredo Storni e Seu Zé Macaco: A Pedagogia da Subjetividade Moderna nas Historietas de O Tico-Tico Miguel Geraldo Mendes Reis / PUC-Rio                                                                 | Alfredo Storni e Seu Zé Macaco: A Pedagogia da Subjetividade Moderna nas Historietas de O Tico-Tico Miguel Geraldo Mendes Reis / PUC-Rio                                                                 | Alfredo Storni e Seu Zé Macaco: A Pedagogia da Subjetividade Moderna nas Historietas de O Tico-Tico Miguel Geraldo Mendes Reis / PUC-Rio                                                                 | [ 16 ] |
| 2023 | Histórias em Quadrinhos e Feminismos na França: A Revista Ah! Nana! (1976 – 1978) Natania Aparecida da Silva Nogueira / UNIVERSO                                                                         | Histórias em Quadrinhos e Feminismos na França: A Revista Ah! Nana! (1976 – 1978) Natania Aparecida da Silva Nogueira / UNIVERSO                                                                         | Histórias em Quadrinhos e Feminismos na França: A Revista Ah! Nana! (1976 – 1978) Natania Aparecida da Silva Nogueira / UNIVERSO                                                                         | [ 17 ] |